# Елена Хорват
Елена Хорват (4 липня 1958) — румунська академічна веслувальниця.
Олімпійська чемпіонка 1984 року в складі розпашної двійки без стернової.
Чемпіонка світу 1985 року в складі розпашної двійки без стернової, срібна призерка 1983 року в складі розпашної двійки без стернової, бронзова призерка 1981 (розпашні двійки без стернової), 1982 (розпашні четвірки зі стерновою) років.